# Wardyń (przystanek kolejowy)
Wardyń – nieistniejący przystanek osobowy w Wardyniu w Polsce, w województwie zachodniopomorskim, w powiecie choszczeńskim, w gminie Choszczno.